# Icterus icterus
Il trupiale del Venezuela (Icterus icterus (Linnaeus, 1766)) è un uccello passeriforme della famiglia Icteridae.
È l'uccello nazionale del Venezuela.

## Distribuzione e habitat
Si trova in Colombia, Venezuela, Porto Rico, nelle isole caraibiche di Aruba, Curaçao, Bonaire, Sint Eustatius, Saba, Sint Maarten, Trinidad e Tobago e nelle isole Vergini.